# فرنسيسكو روبيو (لاعب كرة قدم)
فرنسيسكو روبيو (6 ديسمبر 1953 في فرنسا - ) (بالفرنسية: Francisco Rubio)‏ هو مدرب كرة قدم ولاعب كرة قدم فرنسي في مركز الوسط، شارك في الألعاب الأولمبية الصيفية 1976. وشارك مع منتخب فرنسا الأولمبي لكرة القدم وFrance military national football team ‏. أما مع النوادي، فقد لعب مع أولمبيك مارسيليا ونادي تور ونادي مونتلوكون ونادي نانسي وUS Joué-lès-Tours ‏.

## وصلات خارجية
- فرنسيسكو روبيو على موقع قاعدة بيانات كرة القدم.إي يو (الإنجليزية)
- فرنسيسكو روبيو على موقع أوليمبيديا (الإنجليزية)